# Fuente Ain El Fouara
La Fuente Ain El Fouara (en árabe: نافورة عين الفوارة) es un monumento emblemático y famoso de Sétif en Argelia. Esta fuente fue realizada por el escultor francés François de Saint-Vidal.
Al principio fue una fuente sencilla construida alrededor de un manantial por la ingeniería militar después de la ocupación de Sétif. Su agua era cálida en invierno y fresca en verano. Pero su progresivo deterioro obligó al Ayuntamiento a pensar en su restauración. Especialmente al concejal M. Bastide,  quien abordó el tema de la reparación de la fuente en 1894. Dos años después, en 1896, el alcalde de Sétif, M. Aubry, durante un viaje en París, le pidió al director de "Les Beaux-Arts" que realizara gestiones para donar una estatua que sería utilizada para la decoración de la fuente.
El establecimiento de la estatua y todo el trabajo se terminó en 1899.